# Banntaiding der Pfarrherrschaft Obritzberg

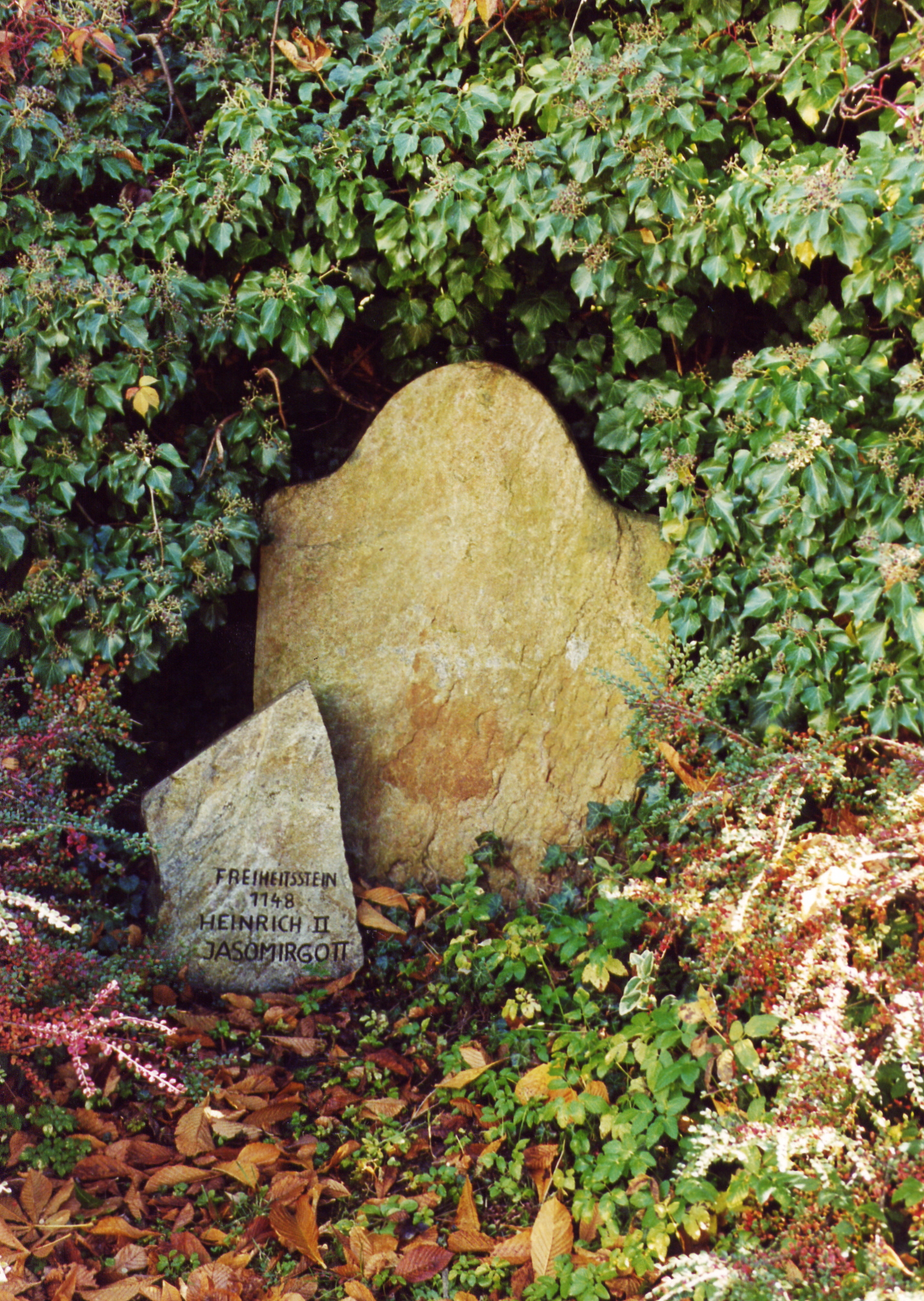
Der Freiheitsstein von Obritzberg aus dem Jahr 1148

Das Banntaiding der Pfarrherrschaft Obritzberg (Marktgemeinde Obritzberg-Rust, Niederösterreich) ist nicht nur eines der vollständigsten und umfangreichsten Banntaidinge, sondern auch eines der ältesten geschriebenen Rechtsregelwerke für die niedere Gerichtsbarkeit.
Es ist eng mit der Gründung der Pfarre Obritzberg im Jahre 1148 verbunden, die ab diesem Zeitpunkt eine eigene Grundherrschaft (in diesem Fall eine Pfarrherrschaft) war. Die Pfarrer von Obritzberg waren ab diesem Zeitpunkt auch im Landstand vertreten.

## Geschichtlicher Hintergrund und Übertragung der Gerichtsbarkeit
Im Jahre 888 verlieh König Arnulf von Kärnten seinem Ministerialen Heimo, dem Sohn des Grafen Witigowo, auf dessen Eigengut in Grunzwiti (der heutigen Ortschaft Grünz) wo der Grenzgraf Aribo I. vorstand und mit dessen Zustimmung Gerechtigkeiten, so zwar, dass weder der Graf Witigowo noch irgendein öffentlicher Richter oder eine Gerichtsperson gegen Heimos Besitzungen (es handelt sich um ein Erbgut) und Leute (=Freie und Hörige) irgendeine Rechtshandlung vornehmen dürfen, sondern Heimo und seinen Rechtsnachfolgern diese Gerechtsame (=Gerechtigkeiten) zustehen sollen.
Diese Übertragung der Gerichtsbarkeit geschah unter der Bedingung, dass Heimo einen festen Wehrbau zur Verteidigung sowie eine Zufluchtsstätte und eine Wachstation zu errichten habe.
Dies wurde durch den Bau einer Wehranlage auf dem Kirchenhügel von Obritzberg erfüllt.
Die Übertragung der Gerichtsbarkeit war die Grundlage des späteren Banntaidinge.

## Text
Der Inhalt und Umfang wurde ständig ergänzt und in der jetzt erhaltenen Form im 16. Jahrhundert herausgegeben.
In den folgenden 52 Artikeln wurde versucht, eine verständliche Auslegung des Banntaiding der Pfarrherrschaft Obritzberg zu geben.
Die Übertragung des Banntaiding in eine für uns heute verständlichere Sprache besorgte Helmuth Feigl, der Direktor des Landesarchivs für Niederösterreich.
- Artikel 1: Hier wird betont, dass der Herzog bzw. Erzherzog von Österreich als Landesfürst die Pflicht hat, die Kirche zu St. Lorenz (Laurentius) in Obritzberg unentgeltlich („um Gottes Willen“) zu schützen und zu schirmen („vogten“).
- Artikel 2: Die Untertanen der Pfarrkirche zu Obritzberg sind verpflichtet, im Kriegsfall den Landesfürsten durch Bezahlung von Steuern zu unterstützen.
- Artikel 3: Dem Pfarrer zu Obritzberg stehen grundherrliche Rechte über die Untertanen zu. Dieselben sind verpflichtet, dem Pfarrer mit Wort und Tat nach bestem Vermögen zu helfen und ihn zu unterstützen.
- Artikel 4: Dem Pfarrer steht die Gerichtsbarkeit über seine Untertanen zu; ausgenommen sind schwere Verbrechen. Als Beispiel hierfür sind Totschlag, Diebstahl, heimliche Brandstiftung und Notzucht einer Jungfrau angeführt.
- Artikel 5: Die Geldstrafen gehören dem Pfarrer als Gerichtsherren. Wenn er sie jedoch wegen Ungehorsams der Bestraften nicht einbringen kann, dann soll ihm der Landesfürst oder ein von ihm bestellter Vertreter als Vogt hierbei helfen. In diesem Fall erhält der Landesfürst oder sein Vertreter ein Drittel der Geldstrafe als Entlohnung für seine Mühe.
- Artikel 6: Wer für fremde Personen, das heißt, für Menschen, die nicht Untertanen des Pfarrers sind, Bürgschaft leistet oder das Einlager, macht sich einer Geldstrafe von 5 Pfund Pfennig schuldig. Beim Einlager verpflichtet sich ein Schuldner oder dessen Bürge, sich so lange auf Kosten des Gläubigers in einem Gasthaus aufzuhalten, bis die Schuld zur Gänze bezahlt ist.
- Artikel 7: Der Pfarrer ist berechtigt, seine Untertanen wegen schuldiger Abgaben und Zinsleistungen zu pfänden. Wenn sie sich eines Vergehens schuldig machen, hat der Pfarrer das Recht, eine entsprechende Strafe einzufordern. Wenn die Untertanen dem Pfarrer nicht gehorsam sein wollen, dann möge sich der Pfarrer zunächst an den Amtmann und an die Sechser wenden. (Der Amtmann war ein von den Untertanen gewählter Gemeindefunktionär, die Sechser waren 6 Männer, die etwa die Funktion eines Gemeinderates und von Schöffen bei Gerichtsverhandlungen ausübten). Sollte der Untertan auch dem Amtmann und den Sechsern nicht gehorsam sein, dann möge sich der Pfarrer an den Vogt (das ist der Landesfürst) wenden, der sodann die Holden zum Gehorsam zwingen soll.
- Artikel 8: Die Untertanen zu Obritzberg müssen nur in besonderen Fällen Steuern zahlen: dem Landesfürsten, wenn das Land in großer Not ist, oder dem Pfarrer, wenn ein neuer Bischof zu Passau in sein Amt eingeführt wird. Erläuternd wäre zu bemerken, dass die einzelnen Pfarrer bei der Bischofsweihe hohe „Verehrung“ zu reichen hatten.
- Artikel 9: Die Grunduntertanen des Pfarrers sind dem Vogt (= dem Landesfürsten) zur Robot verpflichtet. Wenn aber der Pfarrer sie zu ähnlichen Dienstleistungen benötigt, dann sollen die Untertanen auch ihm die Leistung erbringen.
- Artikel 10: Der Pfarrer ist nicht verpflichtet, die Getränkesteuer des Ungeldes zu bezahlen, wenn er im Pfarrhof Wein ausschenkt. Er soll aber kein Zeichen ausstecken, noch den Weinausschank ausrufen lassen. So entspricht es dem alten Gewohnheitsrecht.
- Artikel 11: Der Pfarrer ist ebenso nicht verpflichtet, die Getränkesteuer des Tatz (Schreibfehler?) zu bezahlen.
- Artikel 12: Wenn ein Untertan der Pfarre Obritzberg ein Grundstück erbt oder eine Liegenschaft kauft, dann soll er binnen 14 Tagen beim Pfarrer erscheinen, um die Grundstücke zu empfangen. Wenn er das unterlässt, bezahlt eine Strafe von 72 Pfennig. Die Untertanengüter werden hier als Lehen, Halblehen oder Burgrechte bezeichnet.
- Artikel 13: Der Pfarrer von Obritzberg besitzt auf seinem Gründen, in der Riedt, auf dem Fensberg und in den Brunnadern, auf dem Plüchl und in den Arztleiten das Recht der Niederwildjagd (ausdrücklich genannt sind Vögel, Hasen und Füchse) und das Recht auf Nutzung der Gewässer.
- Artikel 14: In Obritzberg – im Bereich der Kirche, Pfarrhof und Freiheitsstein – besteht Asylrecht. Wem vom Pfarrer oder vom Amtmann Asyl gewährt wird, erhält es zunächst für 3 Tage. Wenn er nach Ablauf dieser 3 Tage aus dem Asylbezirk heraustritt und wieder zurückgeht, hat weitere 3 Tage Asyl. Jeweils 3 Tage Asyl kosten 12 Pfennig.
- Artikel 14a: Der Pfarrer hat das Recht, unter Berücksichtigung der Wahl seiner Untertanen einen Richter oder Amtmann einzusetzen.
- Artikel 15: Wenn ein Untertan des Pfarrers von Obritzberg einen Diebstahl begeht oder für einen Verbrecher gehalten wird, dann soll der Pfarrer oder der Amtmann diesen Untertanen festnehmen und ihn zum Stein beim Pfarrhof bringen. Was der Untertan bei sich trägt, gehört dem Gotteshaus. Beim vorgenannten Stein soll der Untertan mit einem Getreidehalm symbolisch angebunden werden, dann soll dreimal der Vogt oder der Landrichter gerufen werden. Wenn der Landrichter den Prozess übernimmt und den Untertan verurteilt, ist jeder Hausbesitzer verpflichtet, dem Landrichter 3 Pfennig zu bezahlen.
- Artikel 16: Wenn jemand auf das Gut des Pfarrers von Obritzberg kommt und hier verleumderische Reden führt oder Schimpfworte ausspricht, ist er verpflichtet, jedem Hausbesitzer, der verpflichtet ist, zur Gerichtsverhandlung zu kommen, 6 Schilling zu geben.
- Artikel 17: Es ist den Untertanen des Pfarrers von Obritzberg verboten, das Taiding zu Absdorf oder andere Gerichtsversammlungen zu besuchen.
- Artikel 18: Wer auf den Gründen des Pfarrers von Obritzberg einen Streit beginnt oder das Schwert zückt, ist zu einer Strafe von 72 Pfennig zu verurteilen.
- Artikel 19: Wenn es sich um ein Messer handelt, beträgt die Geldstrafe 24 Pfennig.
- Artikel 20: Wer einen anderen mit der Faust auf dem Kopf schlägt, zahlt eine Geldstrafe von 1 Pfund Pfennig.
- Artikel 21: Wer einen anderen mit der Hacke schlägt, zahlt eine Geldstrafe 6 Schilling Pfennig.
- Artikel 22: Ein Schlag mit der flachen Hand zieht eine Geldstrafe von 5 Pfund Pfennig nach sich. – Die hohe Bewertung des Schlages mit der flachen Hand, d. h. der Ohrfeige, hängt damit zusammen, dass diese Art der Züchtigung als besonders schimpflich galt.
- Artikel 23: Wer nach einem anderen mit einem Stein wirft, zahlt eine Geldstrafe von 5 Pfund Pfennig.
- Artikel 24: Das Schlagen mit einem Kolben aus Eisen wird mit 5 Pfund Pfennig bestraft.
- Artikel 25: Wenn jemand an einer Hauswand oder an einem Fenster lauscht und der Hausbesitzer die Türe oder das Fenster aufreißt und ihm Schaden zufügt, so ist der Hausbesitzer in keiner Weise schuldig oder haftbar. Wenn aber der Hausbesitzer aus seinem Gebäude herauskommt, mag er den Lauscher wie einen Verbrecher festnehmen.
- Artikel 26: Wenn ein Bauer in böser Absicht sich auf die Güter des Pfarrers von Obritzberg begibt und jemanden aus dem Pfarrhof (in dem Asylrecht besteht) herausfordert, zahlt er eine Geldstrafe von 6 Schilling.
- Artikel 27: Wenn ein Mann des Ritterstandes das gleiche Vergehen begeht, zahlt er eine Strafe von 10 Pfund Pfennig.
- Artikel 28: Wenn ein Angehöriger des hohen Adels das Gleiche tut, beträgt die Strafe 32 Pfund.
- Artikel 29: Wenn ein vagabundierender Dieb auf die Güter des Pfarrers von Obritzberg kommt und gestohlene Habe mit sich trägt, dann soll der Vertreter des Pfarrers oder der Amtmann ihm das gestohlene abnehmen und der Dieb, nur mit dem Notwendigsten bekleidet, am früher erwähnten Stein übergeben. Der Vertreter des Pfarrers oder der Amtmann sollen den Landrichter rechtzeitig rufen und verständigen, damit er kommen und ihn abholen kann. In einem solchen Fall hat jedes dem Pfarrer untertänige Haus dem Landrichter 2 Pfennig zu bezahlen, damit er den Dieb dauernd unschädlich macht.
- Artikel 30: Bei der Ablieferung des Getreides an den Pfarrer soll der St. Pöltner Metzen verwendet werden, wie er auch in der Stadt St. Pölten gebräuchlich ist.
- Artikel 31: Der Getreidedienst soll von den Untertanen am Festtag des hl. Hippolyt abgeliefert werden, längstens aber 14 Tage nach diesem Termin. Wird er nicht eingehalten, dann kann der Pfarrer mit Pfändung vorgehen.
- Artikel 32: Die Untertanen sollen auch im Warenverkehr miteinander richtige Maße verwenden, wie es der Herrschaft gegenüber üblich ist.
- Artikel 33: Was den Naturaldienst an Gänsen betrifft, so hat der Pfarrer die Wahl, ob er eine Gans annehmen oder dafür den Geldbetrag von 24 Pfennig haben will.
- Artikel 34: In gleicher Weise kann der Pfarrer für eine Henne, die im Fasching abzuliefern ist, den Betrag von 8 Pfennig nehmen.
- Artikel 35: Ebenso kann das Reichen einer Henne im Herbst mit einem Geldbetrag von 4 Pfennig abgelöst werden.
- Artikel 36: Die Untertanen zu Suladorf haben ihren Weizendienst am Festtag des hl. Koloman oder 14 Tage danach zu leisten, wie es im Grundbuch geschrieben steht.
- Artikel 37: Der Pfarrer soll den Untertanen, die im Rahmen ihrer Robotpflicht das Heu einbringen, ein Viertel Wein und eine Mahlzeit geben.
- Artikel 38: Untertanen, die ein Ganzlehen (Bauerngut bestimmter Größe) besitzen, sollen 6 Tage im Jahr für den Pfarrer Zugrobot leisten: zweimal sollen sie um Heu fahren, zweimal um das Grummet und zweimal um Kraut. Wer ein Halblehen besitzt, soll einmal um Heu, einmal um Grummet und einmal um Kraut fahren, außerdem zur Schnittzeit einen Tag Handrobot leisten.
- Artikel 39: Die Untertanen zu Obritzberg besitzen eine Gemeindeweide auf dem sogenannten „Ödenbaumgarten“ gegen Karlstetten, gegen Weyersdorf und Wetzlarn.
- Artikel 40: Wenn das Vieh wegen unruhiger Zeiten (wegen eines Krieges) über andere Gründe oder Güter getrieben oder geführt wird und hierdurch Schäden entstehen, sind die Untertanen des Pfarrers zu keiner Wiedergutmachung verpflichtet.
- Artikel 41: Wer seine Wasserläufe und Gräben auf dem Gut des Pfarrers von Obritzberg nicht so instand hält, wie es dem Gewohnheitsrecht entspricht, so dass hierdurch Schaden entsteht, hat sich einer Geldstrafe von 72 Pfennig schuldig gemacht.
- Artikel 42: Wenn ein Untertan des Pfarrers auf dem Pfarrgut von Obritzberg getötet wird oder auf andere Weise umkommt und der Verstorbene zur Osterzeit die hl. Kommunion empfangen hat, so mag der Leichnam mit Bewilligung des Pfarrers fortgeschafft (und begraben) werden. In diesem Fall besteht gegenüber dem Landrichter keine Verpflichtung.
- Artikel 43: Wenn ein Untertan des Pfarrers einen anderen erschlägt und der Täter einen Besitz im Wert von 32 Gulden hat, so soll ihn der Vogt (= der Landesfürst, der Herzog bzw. Erzherzog von Österreich) nicht festnehmen, soferne das Vermögen pfändbar ist.
- Artikel 44: Im Falle einer Feuersbrunst sollen alle Nachbarn zusammenlaufen und beim Löschen und beim Erretten von Hab und Gut helfen. Derjenige Untertan, bei dem das Feuer zuerst ausgebrochen ist, soll 3 Tage Asyl besitzen.
- Artikel 45: Es soll vermieden werden, dass Vieh bei Nachbarn Schäden verursacht. Wenn es aber zu einem Schaden kommt, ist der Besitzer des Viehs von jedem Stück 12 Pfennig schuldig.
- Artikel 45a: Wenn jemand Vieh findet, das einem Untertanen der Pfarre Obritzberg Schaden zufügt, und er bringt dieses Vieh in den Pfarrhof, ist der Besitzer für jedes Stück 12 Pfennig Geldstrafe schuldig.
- Artikel 46: Am Festtag des hl. Georg oder um diese Zeit soll jeder Untertan die Zäune am Rande seines Grundes herrichten. Wenn es nicht geschieht, so hat er den daraus entstehenden Schaden zu entgelten und dem Pfarrer eine Geldstrafe von 12 Pfennig zu bezahlen.
- Artikel 47: Wer einen veredelten Obstbaum mit böser Absicht fällt, der hat für jeden Baum eine Strafe von 5 Pfund zu bezahlen.
- Artikel 48: Dreimal im Jahr soll eine Gerichtsverhandlung abgehalten werden, nämlich am Festtag des hl. Georg, am Festtag des hl. Michael und zu Mariä Lichtmess. Die Taidingstermine sollen jeweils 14 Tage vorher verkündet werden. Wer zur Gerichtsversammlung nicht erscheint bzw. nach der 2. Frage noch nicht anwesend ist, hat eine Geldstrafe von 12 Pfennig zu bezahlen.
- Artikel 49: Wer einen Grenzstein ausgräbt, den soll man eingraben und mit dem Kopf in diese Lücke stecken.
- Artikel 50: Kein Untertan der Pfarre Obritzberg ist befugt, Grundstücke oder Parzellen, die zu seinem Bauerngut – es sei ein Lehen oder Halblehen – gehören, zu verkaufen. Es ist hierbei gleichgültig, ob es sich um eine Wiesen- oder Ackerparzelle handelt. Eine Ausnahme besteht nur dann, wenn der regierende Bischof von Passau oder der Landesfürst (Herzog bzw. Erzherzog) von Österreich, der die Rechte eines Erbvogtes über die Kirche Obritzberg besitzt, ihre Zustimmung geben. Der Pfarrer von Obritzberg ist nicht befugt, seine Zustimmung zu einem solchen Verkauf zu geben. Er hat lediglich das Recht, wenn einer seiner Untertanen ohne eigenes Verschulden verarmt – es handle sich um eine Gefangenschaft oder eine andere ehrbare Sache – demselben zu gestatten, einen Teil seiner Gründe unter Vorbehalt des Wiederkaufsrechtes zu veräußern. Er muss dabei sehen, dass von dem Darlehen jährlich ein Teil zurückgezahlt werde. Auf diese Weise wird von den Gütern der Kirche nichts entfremdet.
- Artikel 51: Der Amtmann und die ihn zur Seite stehenden „Sechser“ sind verpflichtet, zweimal jährlich die Feuerstätten zu besichtigen. Wo sie dieselben nicht in Ordnung befinden, sollen sie Anzeige erstatten, damit diese Unachtsamkeit entsprechend bestraft werde. Wer aber trotzdem bei seiner Feuerstätte keine Abhilfe schafft, dem soll sie zerstört werden.
- Artikel 52: Wenn der Pfarrer oder seine Untertanen durch einen „Betvogt“ bedrückt werden, dann sollen sie das dem Landesfürsten anzeigen und die Bestellung eines anderen „Betvogtes“ fordern. (Neben den „Erbvögten“, die diese Würde auf Lebenszeit innehatten und sie an ihre Nachkommen und Rechtsnachfolger vererbten, gab es sogenannte „Betvogte“, die nur auf bestimmte Zeit bestellt – ursprünglich „erbeten“ – wurden).